# Istmo de Catanzaro
O istmo de Catanzaro (em italiano:  Istmo di Catanzaro) é um istmo situado na Calábria, banhado pelo mar Jónico e pelo mar Tirreno. É o istmo mais estreito da península italiana e é delimitado a oeste pelo golfo de Santa Eufémia e a leste pelo golfo de Squillace. A sua largura mínima é de cerca de 30 km.
Segundo Estrabão, um dos primeiros a definir as fronteiras da antiga Itália foi Antíoco de Siracusa que, na sua obra Sobre a Itália escrita no século V a.C.

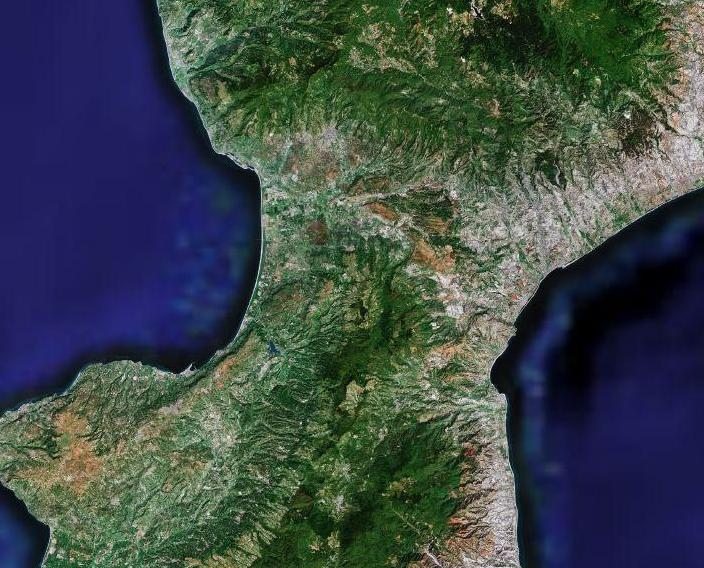
Imagem de satélite do istmo